# Palicourea lehmannii
Palicourea lehmannii är en måreväxtart som först beskrevs av Karl Moritz Schumann och Kurt Krause, och fick sitt nu gällande namn av Paul Carpenter Standley. Palicourea lehmannii ingår i släktet Palicourea och familjen måreväxter. Inga underarter finns listade i Catalogue of Life.